# Гартовець
Гартовець (пол. Hartowiec) — село в Польщі, у гміні Рибно Дзялдовського повіту Вармінсько-Мазурського воєводства.
Населення — 684 особи (2011).
У 1975-1998 роках село належало до Цехановського воєводства.

## Демографія
Демографічна структура станом на 31 березня 2011 року:
|          | Загалом | Допрацездатний вік | Працездатний вік | Постпрацездатний вік |
| -------- | ------- | ------------------ | ---------------- | -------------------- |
| Чоловіки | 322     | 77                 | 220              | 25                   |
| Жінки    | 362     | 94                 | 220              | 48                   |
| Разом    | 684     | 171                | 440              | 73                   |